# シカゴ
シカゴ（英語: Chicago、[ʃɨˈkɑːɡoʊ, ʃɨˈkɔːɡoʊ, tʃɨˈkɑːɡoʊ] ( 音声ファイル)）は、アメリカ合衆国のイリノイ州クック郡にある都市。クック郡の郡庁所在地である。
イリノイ州最大にして北アメリカ屈指の世界都市。国内ではニューヨークとロサンゼルスに次ぐ人口を持つ。シカゴは150年以上、全米で最も混雑する鉄道中心地であり続けており、鉄道車両の4台に1台はシカゴを経由するか起点・終点としている。

## 概要
19世紀後半から20世紀中盤までアメリカ国内における鉄道・航空・水運の拠点として、また五大湖工業地帯の中心として発展し、ニューヨークに次ぐアメリカ第2の都市となっていた歴史を持つ。摩天楼がそびえ立つアメリカ型都市の発祥とされ、ダウンタウンの高層建築はシカゴ派として知られ、近代建築史における重要局面をなした。1973年に建てられたシアーズ・タワー（現在はウィリス・タワーに改称）は1998年まで世界一の高層建築であった。マコーミック・プレイスコンプレックスは北アメリカ最大のコンベンション・センターであり、オヘア空港は全米有数の過密な空港として知られる。
2017年にアメリカのシンクタンクが発表した総合的な世界都市ランキングにおいて、世界12位の都市と評価された。アメリカの都市ではニューヨーク、ロサンゼルスに次ぐ3位である。2017年3月の調査によると、世界7位の金融センターである。2014年の都市の経済規模（GDP）では、世界9位となっている。
日本語の漢字表記は「市俄古」である。また、シカゴに住む人々は「Chicagoans（シカゴアンズ）」と呼ばれている。
「シカゴ」の語源は、この地に先住するアルゴンキン語族インディアンの言葉の、Shikaakwaであると言われており、シカゴ川流域に自生するヒガンバナ科ネギ亜科に属する、日本のギョウジャニンニク（Allium tricoccum）に似た植物のこと。

## 歴史

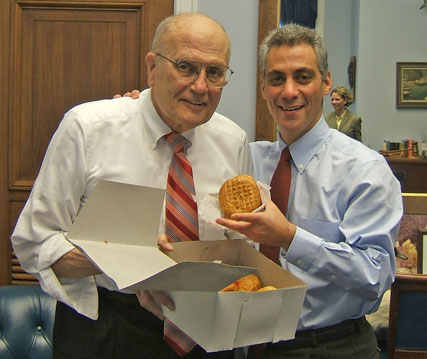
ポンチキの箱を手にするシカゴ元市長ラーム・エマニュエル（右、2006年のイリノイ州下院議員当時）と、元ミシガン州下院議員のジョン・ディンゲル（左）

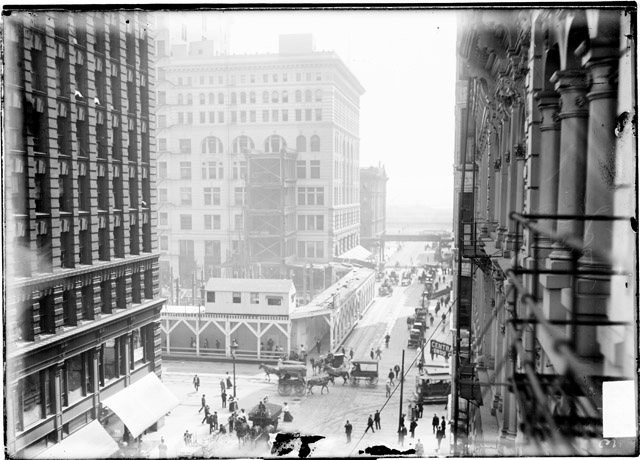
シカゴの古い町並み

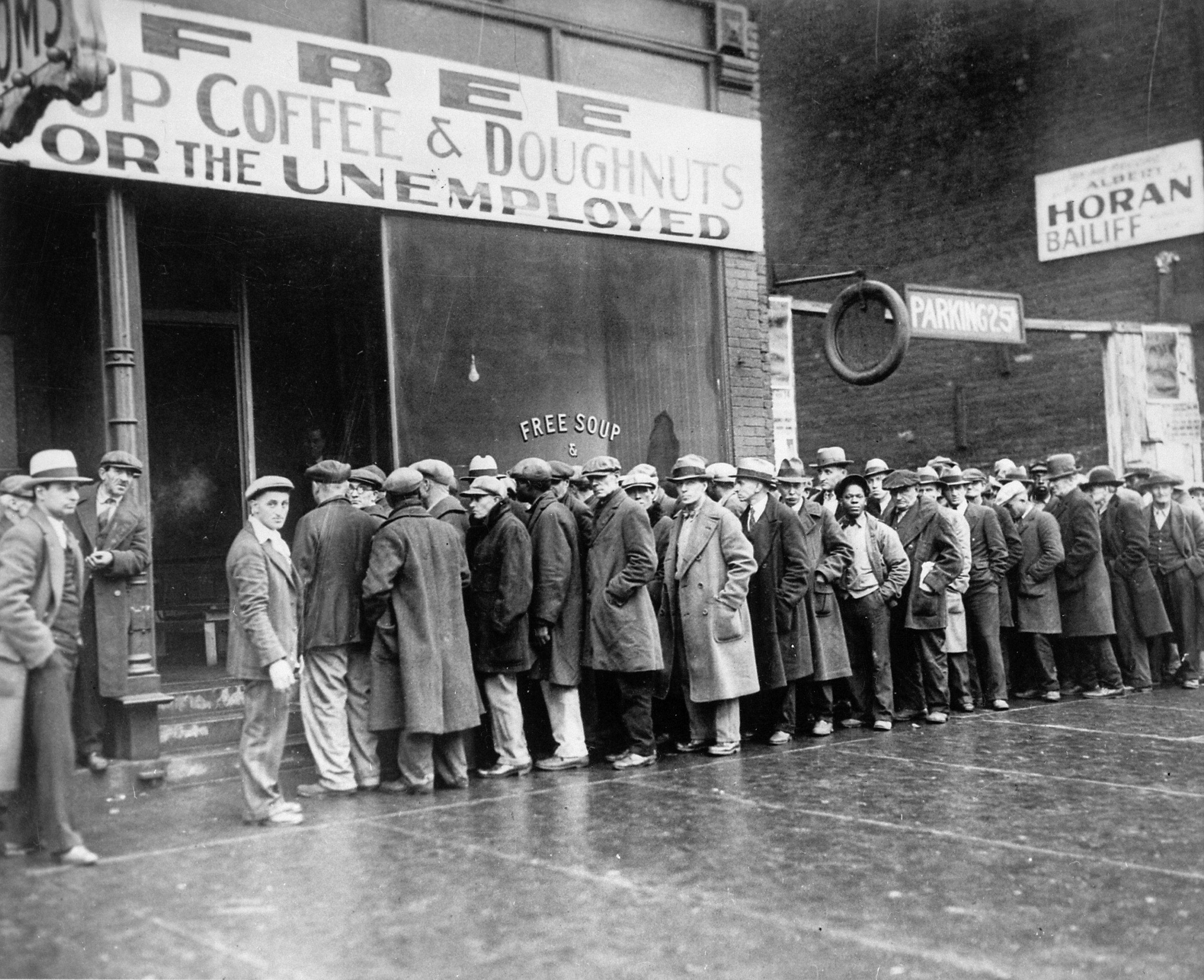
アル・カポネが行った失業者向けのスープキッチンに並ぶ人々(1931年)

シカゴはニューヨークが対西ヨーロッパから国際都市、ロサンゼルスが対中央アメリカ・アジアへの交易窓口として発展したのに対して古くから内陸交通の要衝として発展し、アメリカの産業・文化の発展と共に都市形成が行われてきた経緯がある。また、イリノイ川河口地点は古くからインディアン部族の交易の場として機能していた。一番古い記録では1673年にフランス人伝道師が訪れている。
1779年にドミニカの毛皮商が入植し、1803年には軍事拠点としてディアボーン砦が作られるとともに開拓が進み、1833年には人口200人程度だった。1836年に始まったミシガン湖とミシシッピー川を結ぶ運河建設を発端に、土地投機家が大挙して押し寄せ、一大開発都市に発展する基盤が築かれた。1837年に市に昇格すると人口は急増し、翌年にはガリーナ・アンド・シカゴ・ユニオン鉄道が開通、以後交通の要衝として大発展を遂げる。その後、1848年にはイリノイ・ミシガン運河が開通、1852年にはイリノイ・セントラル鉄道が開通し、内陸交通の要としての地位を更に高めた。その頃の主要産業は農業で、シカゴはとりわけ小麦を東部の都市に送り出す穀物の集散地として発展、1848年には世界有数の先物商品取引所であるシカゴ商品取引所（Chicago Board of Trade、CBOT）が作られた。また、畜産業も発達し、1865年には収容頭数が当時最大のユニオン・ストック・ヤードが設けられた。一方で、優秀な鉄鉱床が点在していたために鉱業も発展し、1860年には人口6万人に増大し、セントルイスやシンシナティを追い越し、西部最大の都市になった。同年の大統領選挙ではシカゴを地盤とするリンカーン候補（共和党）が当選し、初めて政治でも主導権を握ると、翌年から南北戦争（1861年-1865年）を開始した。このころには30万都市となっていた。

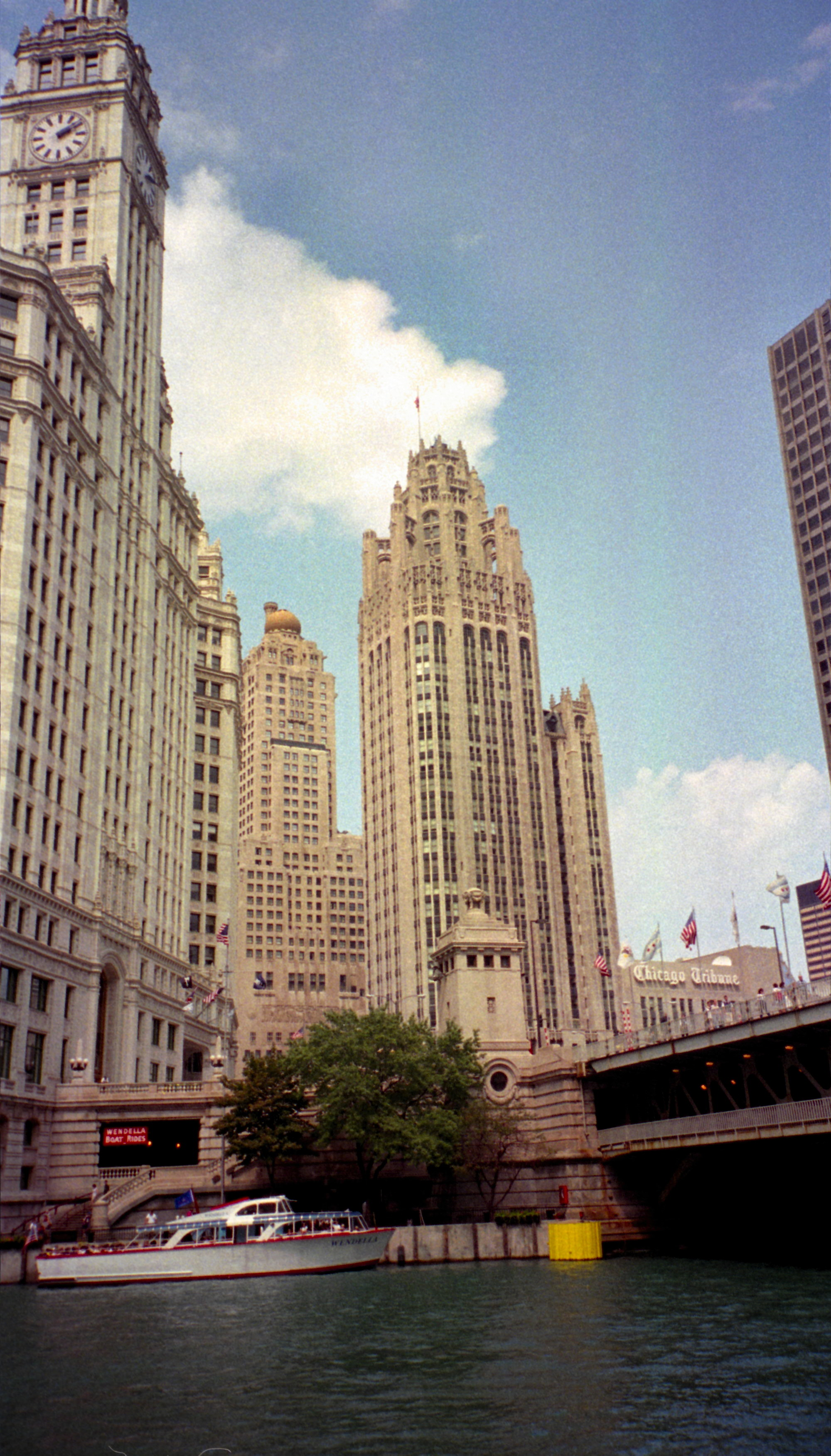
トリビューン・タワー

1871年にはシカゴ大火によって甚大な被害を受けた。一説によれば牛がランプを倒して大火災になり、炎が燃え尽きるころには街は廃墟になり、ほとんどの公共建築が焼け落ちた。しかし、現在はギャラリーや公式観光案内所になっているシカゴ・ウォーター・タワーは唯一焼け落ちずに残った公共建築物である。被害額は当時にして約2億ドル、家を失った人は10万人に上ったという。しかし、この焼失はシカゴの計画都市化、新都市計画の幕開けになった。被災後に市は木造住宅を禁止し、煉瓦、石造、鉄製を推奨した。そのためシカゴは建築家たちの格好の市場となり、1885年にホーム・インシュアランス・ビル、1887年にタマコビルディングが竣工、建築におけるシカゴ派による摩天楼設立ラッシュの先駆となった。このダウンタウン形成時に、その観察に努めた社会学者が膨大な記述を行った。社会学におけるいわゆるシカゴ学派の始まりである。
1873年に始まった大不況 (1873年-1896年)では、1886年5月に合衆国カナダ職能労働組合連盟が統一ストライキを行なったが、ヘイマーケット事件が起こり、1889年に第二インターナショナルが国際労働運動のためのメーデーをパリで制定すると、1890年にメーデーをシカゴで実行した。
コロンブスの新大陸「発見」400周年を記念して開かれた1893年のシカゴ万国博覧会では、ウェスチングハウスの交流電源による実演など、ヨーロッパをついに凌いだアメリカの工業力と先進性を誇示する技術が多数披露され、白を基調とした建物群から「ホワイト・シティ」と呼ばれた壮大な万博会場を造り上げ、国際的な地位を高めるとともに文化都市として脚光を浴び成功を収めた。それと同時にオーケストラホール、図書館、博物館、公園などの文化施設の建設ラッシュとなった。1882年から1905年にかけて電力産業が乱立すると、1912年にサミュエル・インサルの提唱で公益事業の価格統制制度が導入され、低料金の電気が普及した。人口は1900年に170万人に達し、ニューヨークに次ぐアメリカ第二の大都市になった。
しかし、それらはいわゆる富裕層によって生み出された文化であり、肥大する経済発展とは裏腹に新たな社会問題も生まれた。それが貧富の差の拡大で、20世紀に入るとウェストサイドでスラム化が進行した。またかつて奴隷として、アメリカ建国時に農業などの労働を担っていたアフリカ系アメリカ人が、1914年から1950年にかけてアメリカ南部から次々に移入した（アフリカ系アメリカ人の大移動）。彼らは法律上・表面的には奴隷の身分を解かれてシカゴにやって来たが、人種差別などから低賃金重労働以外に就くことはほぼ不可能であり、新天地での生活も相変わらず苦しいものだった。暴動は日常茶飯事となり、とりわけ1919年の暴動は過去最悪となった。更に腐敗政治の蔓延などで市街は無法地帯となり、その時多くの住人が市街地を去った。
1927年の市長選挙でウィリアム・ヘイル・トンプソンが勝利すると、トンプソンはシセロにあるナイトクラブの常連となってギャング（シカゴ・アウトフィット）と癒着し、アル・カポネが裏社会を支配した。1929年の世界恐慌の影響で、市の財政も大幅な赤字となった。同年、聖バレンタインデーの虐殺を契機に、トニー・アッカルドやサム・ジアンカーナ等、1940年代から1960年代の次世代を担うギャングが台頭した。トンプソン政権は、1931年市長選で敗北するまで続いた。
1920年にも建築ラッシュは続き、トリビューン・タワーやリグリー・ビル、戦後には世界一の高さを誇っていたシアーズ・タワー（現ウィリス・タワー）などが建設され、今日に見るようなダウンタウンが形成されていった。シカゴ学派第三世代の中でもルイス・ワースはシカゴのマイノリティグループの社会層とセグリゲーションについて記述し（アーバニズム）、そこから旧市街地、工業地、新興住宅地と同心円状に都市が形成されるモデル（同心円モデル）を打ち立てたことで有名である。
1958年頃に旧来の白人中心のギャングだけでなく、ブラック・P・ストーンズやヴァイス・ローズ、1968年にはギャングスター・ディサイプルズといった黒人によるストリートギャングが誕生し、1960年代より1970年代にかけてギャング同士の抗争が発生し、治安が悪化した。
1950年から1970年にかけて民主党のリチャード・J・デイリー市長は、様々な有力者の支持を受け、市街地の再開発と治安の改善、賃金格差の是正などに努め、市政を建て直した。ニューヨークやボストンなどが経済発展に陰りが見え始めた頃に、シカゴは比較的堅調な経済情勢を維持できたのも、この市長の善政のおかげだったといわれている。
シカゴの人口は、1950年に362万人となり最高を記録した。以後、周辺部を含めた都市圏の人口は現在まで増加傾向が続いているが、市域内の人口は伸び悩む傾向が続き、市域人口は1980年代前半にロサンゼルスに抜かれている。これはデトロイトやクリーブランドなどに代表される、五大湖近辺の市街地老朽化と製造業の衰退によるものと見られており、また、西海岸諸都市の経済発展を受けて、アメリカ国内におけるシカゴ経済の地位は、20世紀半ばまでの時期に比べて相対的に低下した。
ただし近郊では、半導体・電子機器・輸送機械などの産業が発展し、シカゴは現在もアメリカにおける商業・金融・流通の重要拠点の一つとしての地位を保っている。

## 街の景観

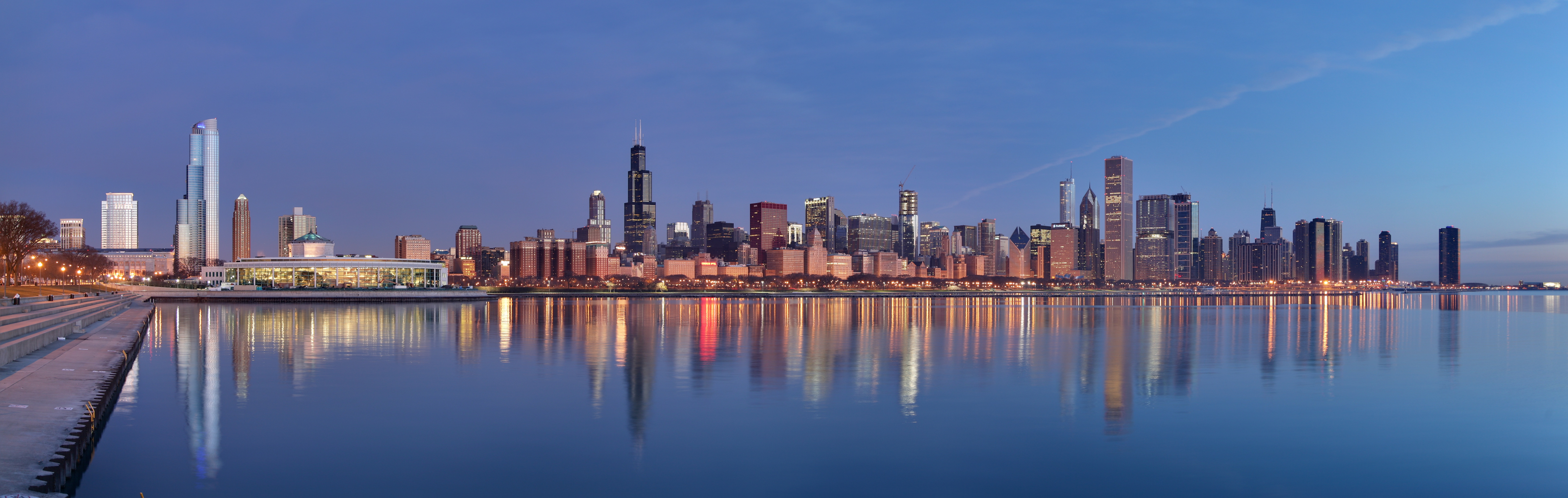
シカゴのスカイライン、ノーザリー島から西方を向かって、2009年4月

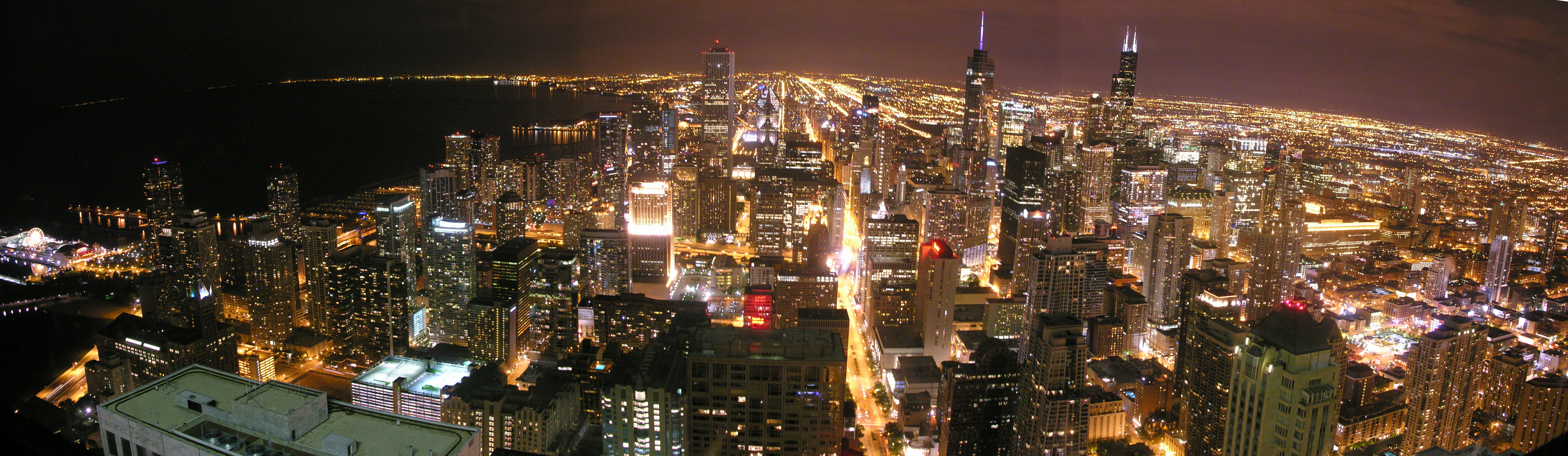
ジョンハンコックセンターから南方へ向かって、2010年8月

シカゴには高さ100m以上の超高層ビルが575棟ある。これは世界でもニューヨーク、香港に次ぐ数である。

### 主な超高層ビル

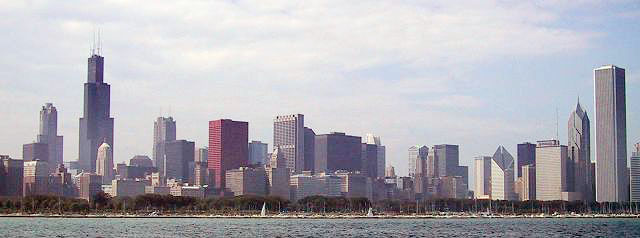
ミシガン湖からシカゴの摩天楼群を望む。左側の最も高いビルがウィリス・タワー（旧シアーズ・タワー）。右端のビルはAonセンター。

- ウィリス・タワー（旧シアーズ・タワー、442m）- 2013年の1 ワールドトレードセンターの建築まで、アメリカで最も高いビルであり、1998年まで世界一高いビルでもあった。
- トランプ・インターナショナル・ホテル・アンド・タワー（415.1m）
- Aonセンター（346m）
- ジョン・ハンコック・センター（344m）
- AT&T・コーポレートセンター（307m）
- プルデンシャル・プラザ2（303m）
- 311サウスワーカー・ビル（英語版）（293m）
- トリビューン・タワー（英語版）（141m）
- リグリー・ビル（英語版）（134m）

## 地理
シカゴはミシガン湖の南西部先端であるイリノイ州北東部に位置している。アメリカ合衆国統計局によると、シカゴは総面積606.1km2(234.0mi2)である。このうち588.3 km2(227.1 mi2)は陸地で17.8 km2(6.9 mi2)は水地域である。総面積の2.94%は水地域となっている。

## 気候
ケッペンの気候区分では亜寒帯湿潤気候（Dfa）に属する。冬季は厳しい寒さとなるが、さほど降雪は多くない。一方、夏季は温暖な南西風の影響でかなりの暑さとなり、気温の年較差が大きい大陸性気候となっている。
シカゴは英語で「風の街」（Windy City）と呼ばれ、ミシガン湖から季節風が吹き付ける。なお、「風の街」という表現は風の強さからきているとの考えが一般に受け入れられているが、実際はそうではない。そもそもオクラホマシティの方が、より風が強いぐらいである。「風の街」の由来は、1893年の万国博覧会の候補地としてニューヨークとシカゴが争ったとき、ニューヨークのある雑誌がシカゴ市民を「Chicagoans' talk is full of hot air.  」と評したことである。これを直訳すると「シカゴ市民の話は風に満ちていた」だが、そのこころは「シカゴ市民の話は中身のない言葉だけ」、である。つまり上記の英文はシカゴおよびシカゴ市民を馬鹿にした発言である。このことが本来の由来を離れて使用されるに至った。なお、1893年の万博は結局シカゴで開催され、それまでの万博で最大の規模となった。
| シカゴ・ミッドウェー国際空港（1981–2010年、極値1928年- ）の気候 | シカゴ・ミッドウェー国際空港（1981–2010年、極値1928年- ）の気候 | シカゴ・ミッドウェー国際空港（1981–2010年、極値1928年- ）の気候 | シカゴ・ミッドウェー国際空港（1981–2010年、極値1928年- ）の気候 | シカゴ・ミッドウェー国際空港（1981–2010年、極値1928年- ）の気候 | シカゴ・ミッドウェー国際空港（1981–2010年、極値1928年- ）の気候 | シカゴ・ミッドウェー国際空港（1981–2010年、極値1928年- ）の気候 | シカゴ・ミッドウェー国際空港（1981–2010年、極値1928年- ）の気候 | シカゴ・ミッドウェー国際空港（1981–2010年、極値1928年- ）の気候 | シカゴ・ミッドウェー国際空港（1981–2010年、極値1928年- ）の気候 | シカゴ・ミッドウェー国際空港（1981–2010年、極値1928年- ）の気候 | シカゴ・ミッドウェー国際空港（1981–2010年、極値1928年- ）の気候 | シカゴ・ミッドウェー国際空港（1981–2010年、極値1928年- ）の気候 | シカゴ・ミッドウェー国際空港（1981–2010年、極値1928年- ）の気候 |
| 月                                                              | 1月                                                             | 2月                                                             | 3月                                                             | 4月                                                             | 5月                                                             | 6月                                                             | 7月                                                             | 8月                                                             | 9月                                                             | 10月                                                            | 11月                                                            | 12月                                                            | 年                                                              |
| --------------------------------------------------------------- | --------------------------------------------------------------- | --------------------------------------------------------------- | --------------------------------------------------------------- | --------------------------------------------------------------- | --------------------------------------------------------------- | --------------------------------------------------------------- | --------------------------------------------------------------- | --------------------------------------------------------------- | --------------------------------------------------------------- | --------------------------------------------------------------- | --------------------------------------------------------------- | --------------------------------------------------------------- | --------------------------------------------------------------- |
| 最高気温記録 °C （°F）                                          | 19 (67)                                                         | 24 (75)                                                         | 30 (86)                                                         | 33 (92)                                                         | 39 (102)                                                        | 42 (107)                                                        | 44 (111)                                                        | 39 (102)                                                        | 38 (101)                                                        | 34 (94)                                                         | 27 (81)                                                         | 22 (72)                                                         | 44 (111)                                                        |
| 平均最高気温 °C （°F）                                          | −0.3 (31.5)                                                     | 2.1 (35.8)                                                      | 8.2 (46.8)                                                      | 15.1 (59.2)                                                     | 21.2 (70.2)                                                     | 26.6 (79.9)                                                     | 31.8 (89.2)                                                     | 32.3 (90.1)                                                     | 24.1 (75.3)                                                     | 17.1 (62.8)                                                     | 9.2 (48.6)                                                      | 1.8 (35.3)                                                      | 15.6 (60.0)                                                     |
| 日平均気温 °C （°F）                                            | −4 (24.8)                                                       | −1.8 (28.7)                                                     | 3.8 (38.8)                                                      | 10.2 (50.4)                                                     | 16.1 (60.9)                                                     | 21.7 (71.0)                                                     | 24.4 (75.9)                                                     | 23.4 (74.1)                                                     | 19.1 (66.4)                                                     | 12.3 (54.2)                                                     | 5.3 (41.5)                                                      | −1.7 (29.0)                                                     | 10.7 (51.3)                                                     |
| 平均最低気温 °C （°F）                                          | −7.7 (18.2)                                                     | −5.7 (21.7)                                                     | −0.6 (30.9)                                                     | 5.4 (41.7)                                                      | 10.9 (51.6)                                                     | 15.6 (60.1)                                                     | 19.2 (66.5)                                                     | 19 (66.2)                                                       | 10.3 (50.5)                                                     | 7.6 (45.7)                                                      | 1.4 (34.5)                                                      | −5.2 (22.7)                                                     | 6.4 (43.5)                                                      |
| 最低気温記録 °C （°F）                                          | −34 (−30)                                                       | −29 (−20)                                                       | −22 (−7)                                                        | −12 (10)                                                        | −2 (28)                                                         | 2 (35)                                                          | 8 (46)                                                          | 6 (43)                                                          | 1 (34)                                                          | −7 (20)                                                         | −19 (−3)                                                        | −29 (−20)                                                       | −34 (−30)                                                       |
| 降水量 mm （inch）                                              | 52.3 (2.06)                                                     | 49.3 (1.94)                                                     | 69.1 (2.72)                                                     | 92.5 (3.64)                                                     | 104.9 (4.13)                                                    | 103.1 (4.06)                                                    | 101.9 (4.01)                                                    | 101.3 (3.99)                                                    | 84.1 (3.31)                                                     | 82.3 (3.24)                                                     | 86.9 (3.42)                                                     | 65.3 (2.57)                                                     | 992.9 (39.09)                                                   |
| 降雪量 cm （inch）                                              | 29.2 (11.5)                                                     | 23.1 (9.1)                                                      | 13.7 (5.4)                                                      | 2.5 (1.0)                                                       | 0 (0)                                                           | 0 (0)                                                           | 0 (0)                                                           | 0 (0)                                                           | 0 (0)                                                           | 0.3 (0.1)                                                       | 3.3 (1.3)                                                       | 22.1 (8.7)                                                      | 94.2 (37.1)                                                     |
| 平均降水日数 （≥0.01 in）                                       | 10.7                                                            | 8.8                                                             | 11.2                                                            | 11.1                                                            | 11.4                                                            | 10.3                                                            | 9.9                                                             | 9.0                                                             | 8.2                                                             | 10.2                                                            | 11.2                                                            | 11.1                                                            | 123.1                                                           |
| 平均降雪日数 （≥0.1 in）                                        | 8.1                                                             | 5.5                                                             | 3.8                                                             | 0.7                                                             | 0                                                               | 0                                                               | 0                                                               | 0                                                               | 0                                                               | 0.1                                                             | 1.8                                                             | 6.7                                                             | 26.7                                                            |
| 出典：NOAA, WRCC                                                |                                                                 |                                                                 |                                                                 |                                                                 |                                                                 |                                                                 |                                                                 |                                                                 |                                                                 |                                                                 |                                                                 |                                                                 |                                                                 |

| シカゴ・オヘア国際空港（1981–2010年、極値1871年–）の気候 | シカゴ・オヘア国際空港（1981–2010年、極値1871年–）の気候 | シカゴ・オヘア国際空港（1981–2010年、極値1871年–）の気候 | シカゴ・オヘア国際空港（1981–2010年、極値1871年–）の気候 | シカゴ・オヘア国際空港（1981–2010年、極値1871年–）の気候 | シカゴ・オヘア国際空港（1981–2010年、極値1871年–）の気候 | シカゴ・オヘア国際空港（1981–2010年、極値1871年–）の気候 | シカゴ・オヘア国際空港（1981–2010年、極値1871年–）の気候 | シカゴ・オヘア国際空港（1981–2010年、極値1871年–）の気候 | シカゴ・オヘア国際空港（1981–2010年、極値1871年–）の気候 | シカゴ・オヘア国際空港（1981–2010年、極値1871年–）の気候 | シカゴ・オヘア国際空港（1981–2010年、極値1871年–）の気候 | シカゴ・オヘア国際空港（1981–2010年、極値1871年–）の気候 | シカゴ・オヘア国際空港（1981–2010年、極値1871年–）の気候 |
| 月                                                       | 1月                                                      | 2月                                                      | 3月                                                      | 4月                                                      | 5月                                                      | 6月                                                      | 7月                                                      | 8月                                                      | 9月                                                      | 10月                                                     | 11月                                                     | 12月                                                     | 年                                                       |
| -------------------------------------------------------- | -------------------------------------------------------- | -------------------------------------------------------- | -------------------------------------------------------- | -------------------------------------------------------- | -------------------------------------------------------- | -------------------------------------------------------- | -------------------------------------------------------- | -------------------------------------------------------- | -------------------------------------------------------- | -------------------------------------------------------- | -------------------------------------------------------- | -------------------------------------------------------- | -------------------------------------------------------- |
| 最高気温記録 °C （°F）                                   | 19 (67)                                                  | 24 (75)                                                  | 31 (88)                                                  | 33 (91)                                                  | 37 (98)                                                  | 40 (104)                                                 | 41 (105)                                                 | 39 (102)                                                 | 38 (101)                                                 | 34 (94)                                                  | 27 (81)                                                  | 22 (71)                                                  | 41 (105)                                                 |
| 平均最高気温 °C （°F）                                   | −0.6 (31.0)                                              | 1.8 (35.3)                                               | 8.1 (46.6)                                               | 15 (59.0)                                                | 21.1 (70.0)                                              | 26.5 (79.7)                                              | 28.9 (84.1)                                              | 27.7 (81.9)                                              | 23.8 (74.8)                                              | 16.8 (62.3)                                              | 9 (48.2)                                                 | 1.6 (34.8)                                               | 15.1 (59.1)                                              |
| 日平均気温 °C （°F）                                     | −4.6 (23.8)                                              | −2.4 (27.7)                                              | 3.3 (37.9)                                               | 9.4 (48.9)                                               | 15.1 (59.1)                                              | 20.5 (68.9)                                              | 23.3 (74.0)                                              | 22.4 (72.4)                                              | 18.1 (64.6)                                              | 11.4 (52.5)                                              | 4.6 (40.3)                                               | −2.4 (27.7)                                              | 9.9 (49.8)                                               |
| 平均最低気温 °C （°F）                                   | −8.6 (16.5)                                              | −6.6 (20.1)                                              | −6.6 (20.2)                                              | 3.8 (38.8)                                               | 9.1 (48.3)                                               | 11.7 (53.1)                                              | 17.7 (63.9)                                              | 17.2 (62.9)                                              | 12.4 (54.3)                                              | 6 (42.8)                                                 | 0.2 (32.4)                                               | −6.3 (20.7)                                              | 4.9 (40.8)                                               |
| 最低気温記録 °C （°F）                                   | −33 (−27)                                                | −29 (−21)                                                | −24 (−12)                                                | −14 (7)                                                  | −3 (27)                                                  | 2 (35)                                                   | 7 (45)                                                   | 6 (42)                                                   | −2 (29)                                                  | −10 (14)                                                 | −19 (−2)                                                 | −32 (−25)                                                | −33 (−27)                                                |
| 降水量 mm （inch）                                       | 43.9 (1.73)                                              | 45.5 (1.79)                                              | 63.5 (2.50)                                              | 85.9 (3.38)                                              | 93.5 (3.68)                                              | 87.6 (3.45)                                              | 94 (3.70)                                                | 124.5 (4.90)                                             | 81.5 (3.21)                                              | 80 (3.15)                                                | 80 (3.15)                                                | 57.2 (2.25)                                              | 937 (36.89)                                              |
| 降雪量 cm （inch）                                       | 27.4 (10.8)                                              | 23.1 (9.1)                                               | 14.2 (5.6)                                               | 3 (1.2)                                                  | —                                                        | 0 (0)                                                    | 0 (0)                                                    | 0 (0)                                                    | 0 (0)                                                    | 0.5 (0.2)                                                | 3 (1.2)                                                  | 20.8 (8.2)                                               | 92.2 (36.3)                                              |
| 平均降水日数 （≥0.01 in）                                | 10.5                                                     | 8.8                                                      | 11.1                                                     | 12.0                                                     | 11.6                                                     | 10.2                                                     | 9.8                                                      | 9.8                                                      | 8.3                                                      | 10.2                                                     | 10.8                                                     | 11.0                                                     | 124.1                                                    |
| 平均降雪日数 （≥0.1 in）                                 | 8.2                                                      | 5.9                                                      | 4.2                                                      | 0.9                                                      | 0                                                        | 0                                                        | 0                                                        | 0                                                        | 0                                                        | 0.2                                                      | 1.7                                                      | 6.9                                                      | 28.0                                                     |
| % 湿度                                                   | 72.2                                                     | 71.6                                                     | 69.7                                                     | 64.9                                                     | 64.1                                                     | 65.6                                                     | 68.5                                                     | 70.7                                                     | 71.1                                                     | 68.6                                                     | 72.5                                                     | 75.5                                                     | 69.6                                                     |
| 平均月間日照時間                                         | 135.8                                                    | 136.2                                                    | 187.0                                                    | 215.3                                                    | 281.9                                                    | 311.4                                                    | 318.4                                                    | 283.0                                                    | 226.6                                                    | 193.2                                                    | 113.3                                                    | 106.3                                                    | 2,508.4                                                  |
| 日照率                                                   | 46                                                       | 46                                                       | 51                                                       | 54                                                       | 62                                                       | 68                                                       | 69                                                       | 66                                                       | 60                                                       | 56                                                       | 38                                                       | 37                                                       | 56                                                       |
| 出典：NOAA (relative humidity and sun 1961–1990)         |                                                          |                                                          |                                                          |                                                          |                                                          |                                                          |                                                          |                                                          |                                                          |                                                          |                                                          |                                                          |                                                          |

## 人口動勢
| 人種構成                     | 2010  | 1990  | 1970  | 1940  |
| ---------------------------- | ----- | ----- | ----- | ----- |
| 白人                         | 45.0% | 45.4% | 65.6% | 91.7% |
| —非ヒスパニック              | 31.7% | 37.9% | 59.0% | 91.2% |
| 黒人                         | 32.9% | 39.1% | 32.7% | 8.2%  |
| ヒスパニック（肌の色問わず） | 28.9% | 19.6% | 7.4%  | 0.5%  |
| アジア系                     | 5.5%  | 3.7%  | 0.9%  | 0.1%  |

2010年現在の国勢調査で、シカゴ市内の人口は269万5,598人、104万5,560世帯が暮らしている。これはイリノイ州の全体的な人口の約5分の1及びアメリカの人口の1%になる。かつてはニューヨークに次ぐ大都市だったが、ロサンゼルスの台頭と五大湖近辺の地位低下、更に都市圏の拡大による郊外化、サブプライムローン金融危機に伴う抵当物件差押えの増加や、低所得者向け高層公共住宅の取り壊しとそれに伴う住民の立ち退き、全米平均を上回る高い失業率を背景に人口が急減している。
この都市の人種的な構成は白人45.0%、アフリカン・アメリカン32.9%、インディアン0.5%、アジア5.5%、その他の人種13.4%、および混血2.7%であり、黒人の比率が全米平均の12.6%より20%以上も高いのが特徴である。この人口の28.9%はヒスパニックまたはラテン系である。2011年の国勢調査によると、シカゴの白人住民のうちもっとも多いのがアイルランド系であり、ドイツ系、ポーランド系がそれに続く。
この都市内の住民は26.2%が18歳未満の未成年、18歳以上24歳以下が11.2%、25歳以上44歳以下が33.4%、45歳以上64歳以下が18.9%、及び65歳以上が10.3%にわたっている。中央値年齢は32歳である。女性100人ごとに対して男性は94.2人である。18歳以上の女性100人ごとに対して男性は91.1人である。
この都市の世帯ごとの平均的な収入は38,625米ドルであり、家族ごとの平均的な収入は42,724米ドルである。男性は35,907米ドルに対して女性は30,536米ドルの平均的な収入がある。この都市の一人当たりの収入（per capita income）は20,175米ドルである。人口の19.6%および家族の16.6%は貧困線以下である。全人口のうち18歳未満の28.1%および65歳以上の15.5%は貧困線以下の生活を送っている。

## 犯罪

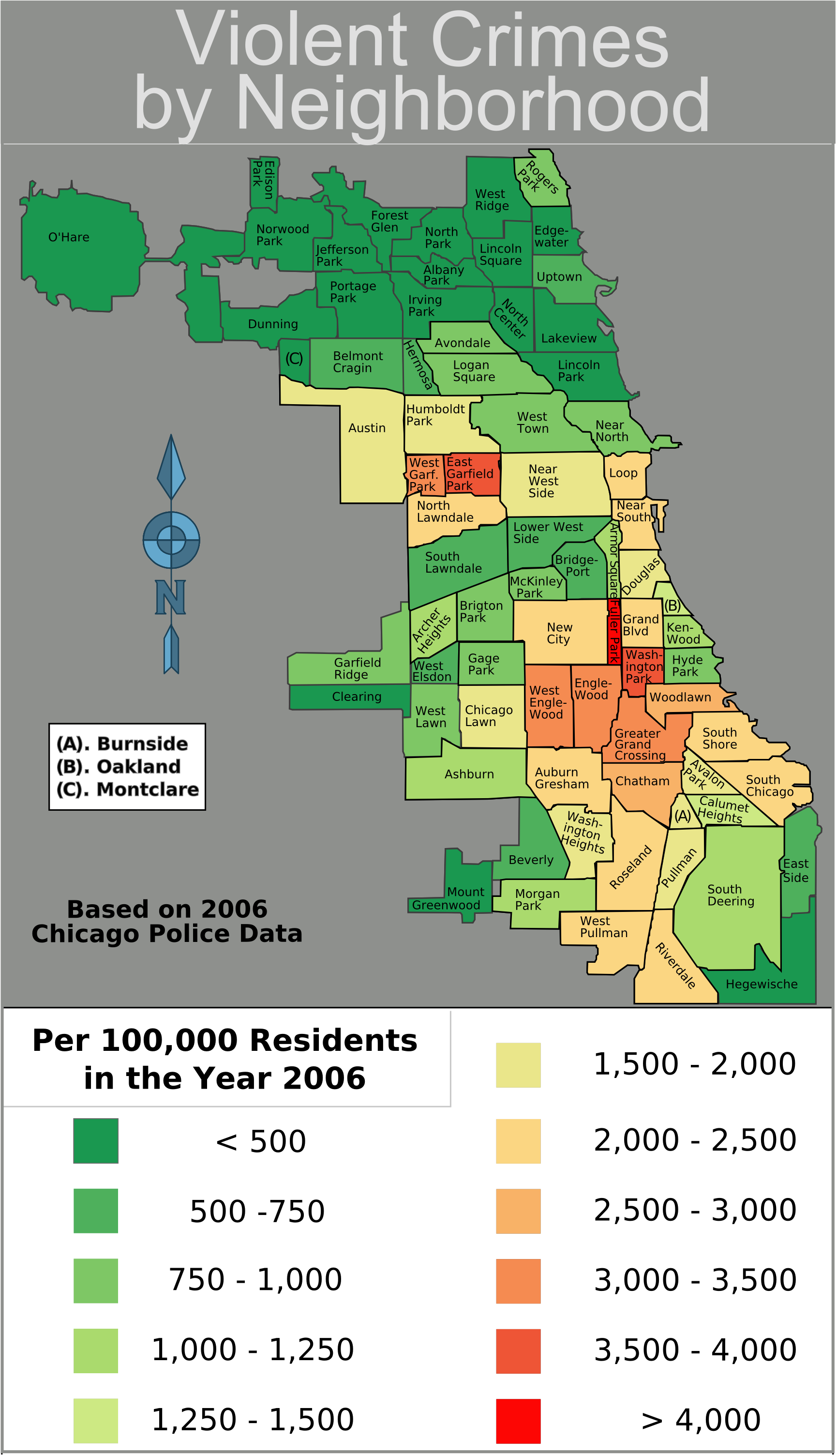
シカゴ市内の地域ごとの暴力犯罪の図。色が赤い地域ほど、犯罪発生率が高いことを示す。

1970年代は殺人件数が多く、年間800件から900件台で推移した。近年は人口減少と共に殺人も減少傾向にあったが、2012年には前年よりも有意な増加が見られ、発生率は10万人あたり18.5人で、全米平均の4倍近くとなっており、506人が殺害されている。そのため、警官の増員や地元代表らとの連携がなされ、2013年には殺人被害者数が415人まで下がったものの、暴力行為は依然多く、発砲事件だけでも2013年の負傷者の数は2,185人にのぼった。
ギャング(前述)による抗争などが発生しており、2011年と2012年にはシカゴで殺害された年間死亡者数がイラクやアフガニスタンに派兵された米兵の同年の死亡者数を上まったことから、「Chiraq」(シカゴの「Chi」とイラクの「raq」をかけあわせた語句)という不名誉なあだ名がついてしまった。
19世紀末の連続殺人犯であるH・H・ホームズが「殺人の城」と呼ばれた建物を建てたのもシカゴである。
2021年現在、シカゴは自動車の盗難件数が最も多いアメリカの都市となっている。シカゴでは2019年以降に自動車盗難の大規模な急増が始まり、2020年には少なくとも1,415件の犯罪が市内で行われた 。 シカゴ警察によると、自動車盗難犯は進行中のCOVID-19パンデミックのために広く着用されているフェイスマスクを使って、一般市民に効果的に溶け込み、自分の身元を隠しているとのことである。2021年1月27日、ライトフット市長はカージャックの波の悪化を「最優先事項」であると述べ、CPDのカージャック部隊に40人の警察官を増員した。
2010年代、アメリカ社会は万引などの窃盗犯罪に寛容になり、徐々に小売業への影響が広がった。2023年4月11日、ウォルマートは組織的な盗難被害の多さからなる赤字を理由に、シカゴ市内4店舗の閉鎖を発表した。

## 教育
主要記事：w:Chicago Public Schools
高等教育：w:List of colleges and universities in Chicago

### 大学・短大
1850年代以降、シカゴはいくつかの大学を擁する高等教育・研究の世界的な中心地となっている。これらの大学は、U.S. News & World Report誌による全米の「国立大学」の上位に常にランクインしている。シカゴおよび周辺地域で評価の高い大学には、シカゴ大学、ノースウェスタン大学、イリノイ工科大学、ロヨラ大学、デポール大学、イリノイ大学シカゴ校、コロンビア大学シカゴが含まれる。その他の有名校は以下の通り。シカゴ州立大学、シカゴ美術館附属美術大学、東西大学、ナショナル・ルイス大学、ノースパーク大学、ノースイースタン・イリノイ大学、ロバート・モリス大学イリノイ校、ルーズベルト大学、セント・ザビエル大学、ラッシュ大学、シャイナー大学。

## 文化

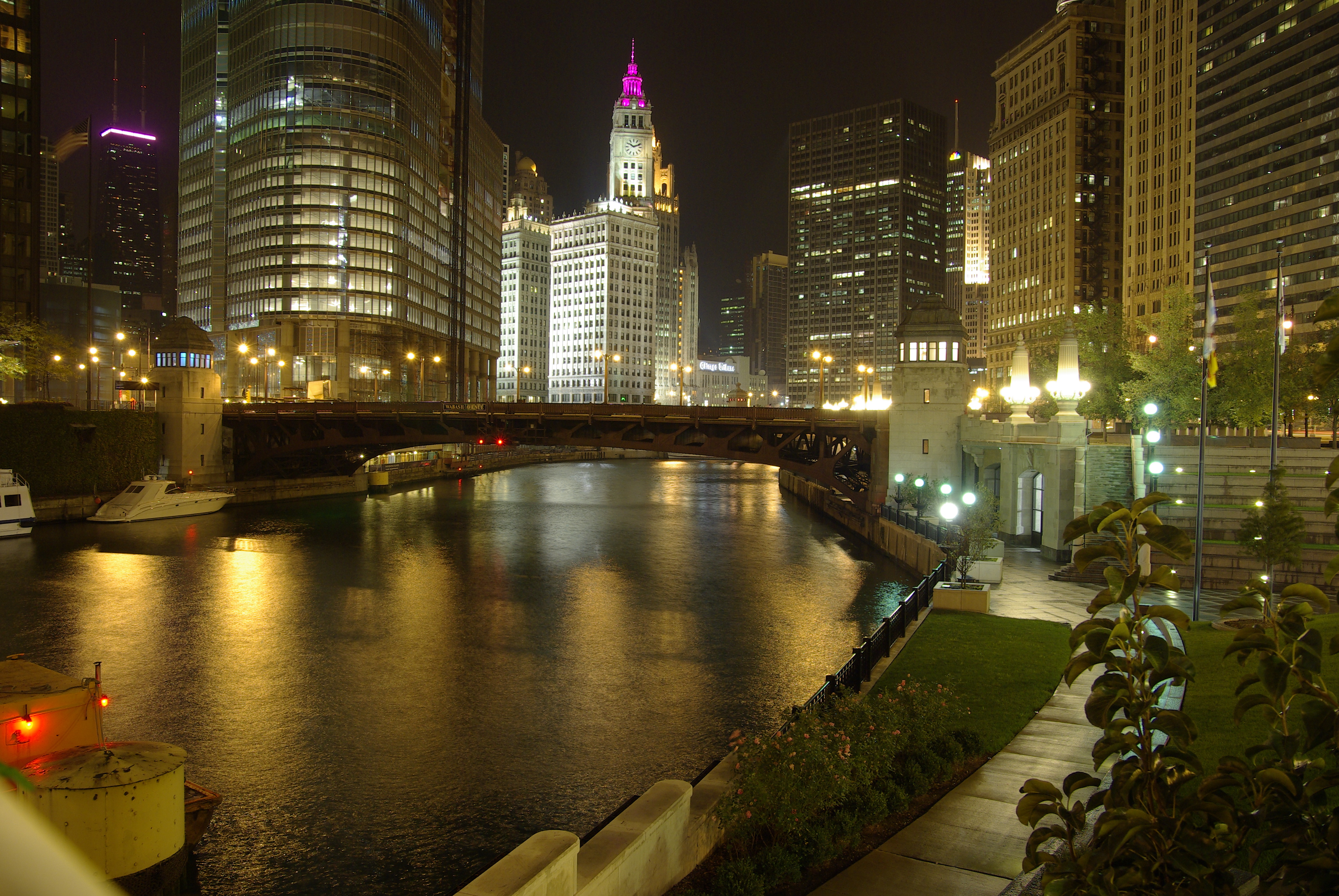
シカゴ川の夜景

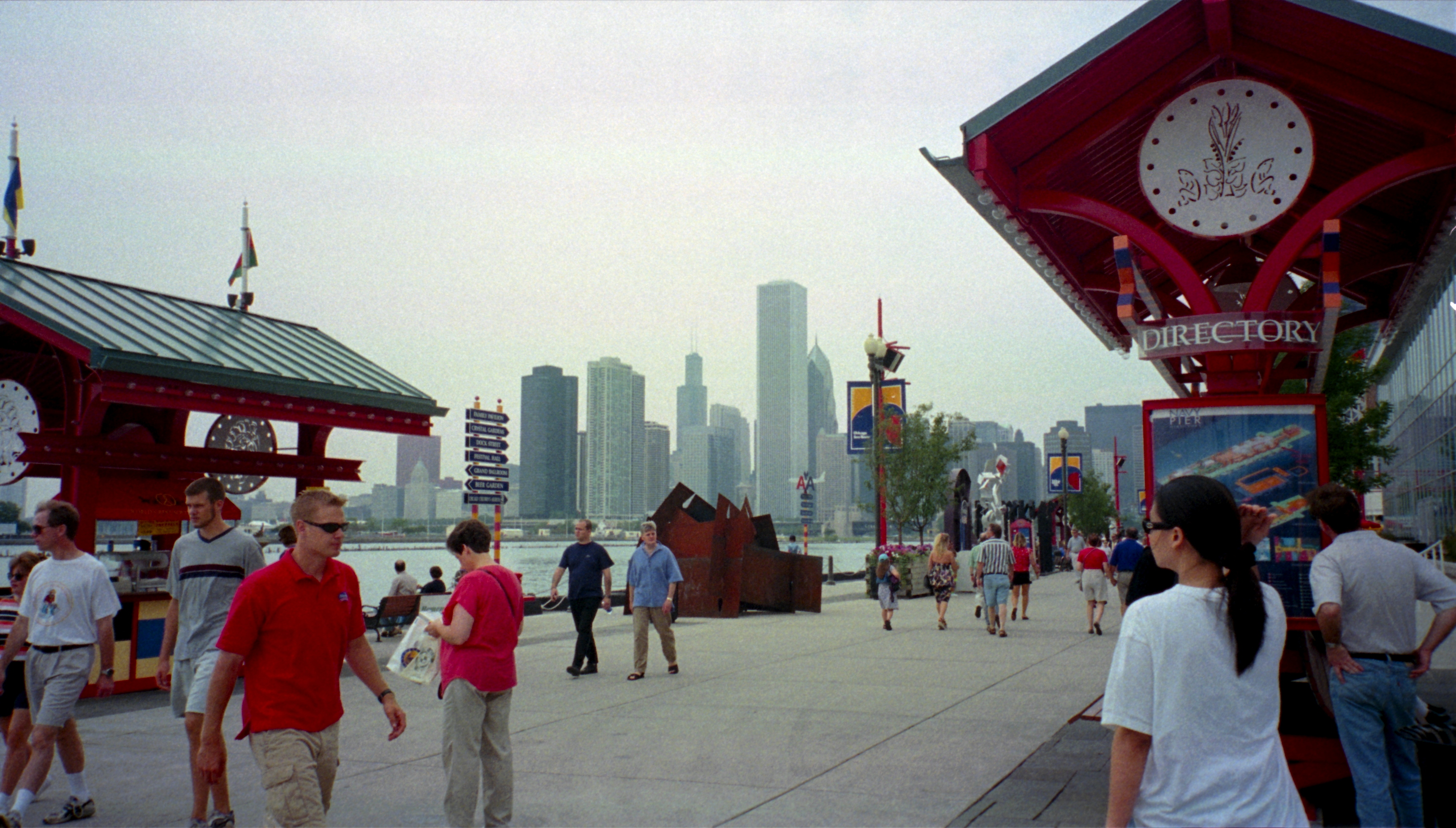
ネイビー・ピア

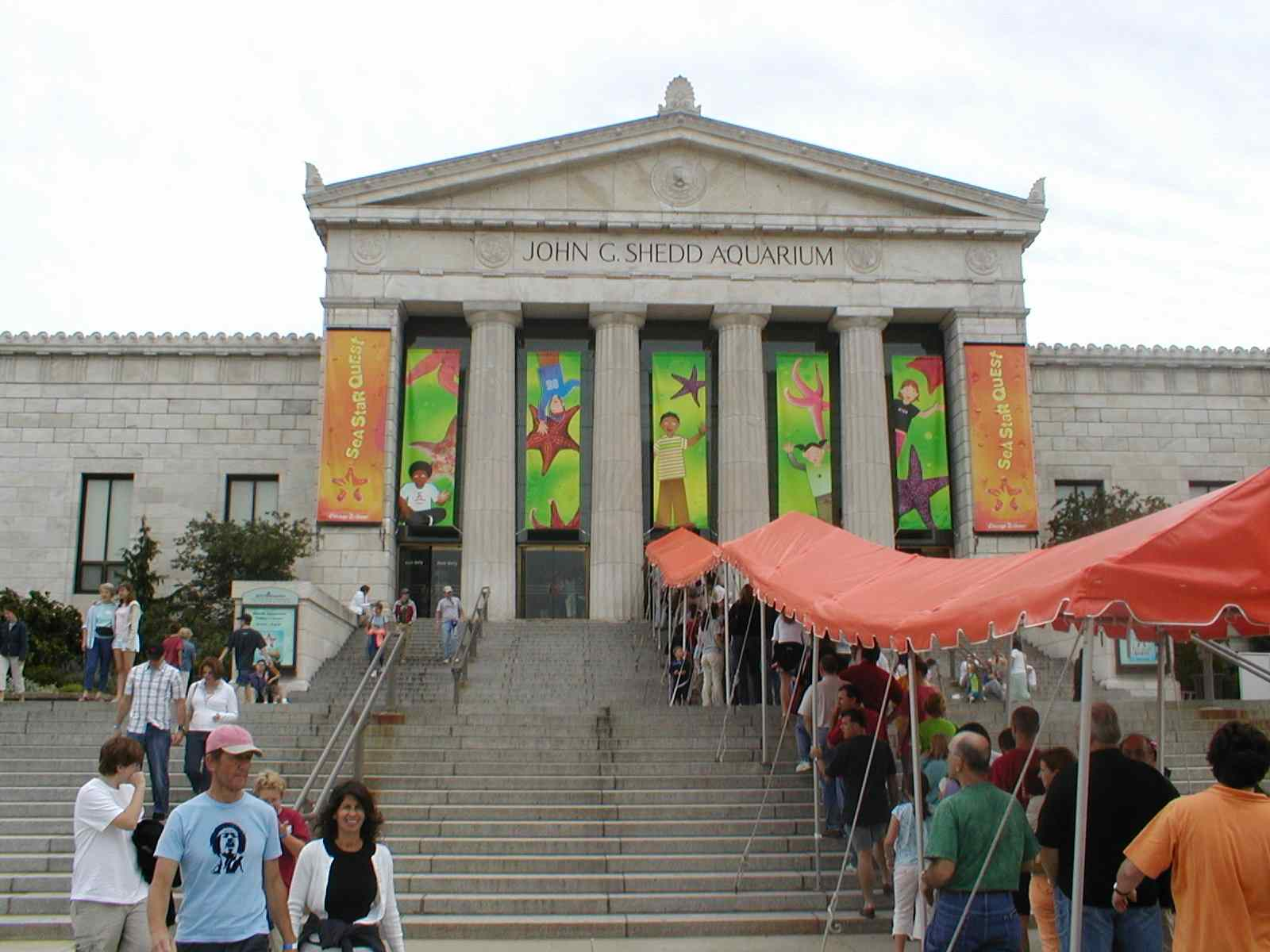
シェッド水族館

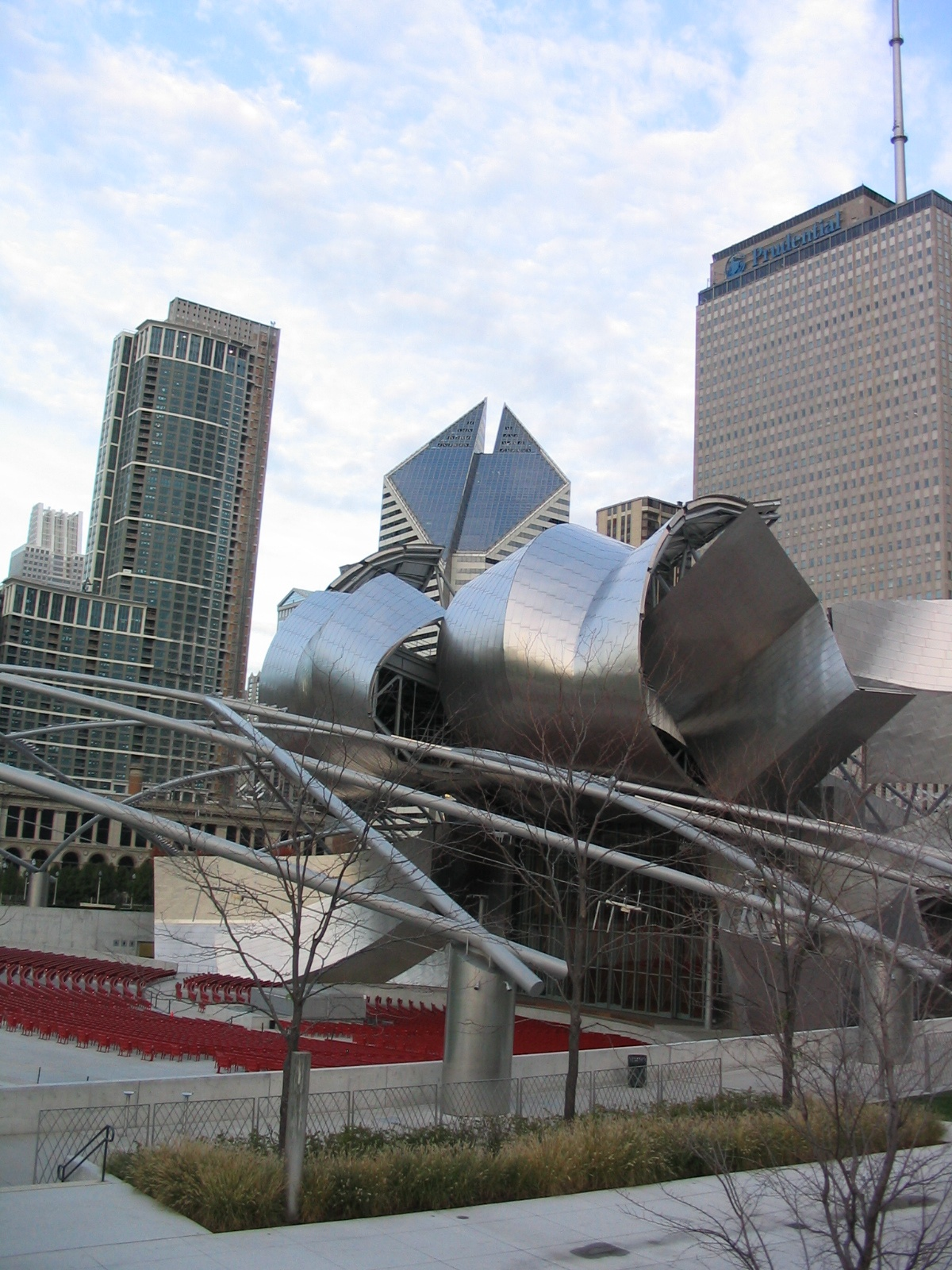
ミレニアム・パーク

シカゴの文化は富裕層らが築いた文化（美術館や博物館、公園、または時代の最先端を走った摩天楼に象徴される建築など）と、貧困層が築いた文化（ブルースやジャズ、ハウス、シカゴ文学と呼ばれる一種のプロレタリア文学など）に大別されるが、一般に象徴されるのは後者である。
一方で、前述の通り1920年代に蔓延したマフィアや暴力団（ギャング）も有名。時代を反映した映画「ブルース・ブラザース」「逃亡者」などの舞台にもなっている。またシカゴ風ピザ、アイスクリームサンデー発祥の地でもある。
ピカソの彫像『無題（Untitled）』の置かれたデイリー・シビック・センター（Daley Civic Center）では、シカゴの提供により平日の正午にコンサートなどの様々な無料文化イベント「アンダー・ザ・ピカソ（Under The Picasso）」が行われ市民が集う。
聖パトリックの祝日にはシカゴ川がシンボルカラーの緑に染められる事で知られる。

### 音楽
クラシック音楽では、シカゴ交響楽団やシカゴ・リリック・オペラがある。シカゴ交響楽団はアメリカ五大オーケストラ(Big Five)の一つとされる のみならず、世界最高のオーケストラのひとつとして知られている。同交響楽団は1891年に創設され、1953年～1962年の音楽監督フリッツ・ライナーの時代と、1969年～1991年の音楽監督ゲオルク・ショルティの時代にそれぞれ大発展を遂げ、世界的な名声を確立した。シカゴ・リリック・オペラは、ニューヨークのメトロポリタン・オペラ、サンフランシスコ・オペラと並ぶ、アメリカ3大オペラ・ハウスの一つとされている。
また、シカゴはアフリカ系アメリカ人らが築き上げた音楽文化、ブルースやジャズのメッカとして名高い。アメリカ南部のミシシッピ川流域で発生したアコースティックなデルタ・ブルースにエレクトリック・ギターなどを導入してシカゴ・ブルースと呼ばれる音楽に発展させた。ジャズの分野では、1920年代にはルイ・アームストロング等多くのミュージシャンが、活動の拠点をニューオーリンズからシカゴに移した。1965年には、アフリカ系アメリカ人のジャズ・ミュージシャンたちがAACM（創造的音楽家のための協会）を設立し、音楽教育やコンサート活動などを行う。同協会からはアート・アンサンブル・オブ・シカゴが世界的成功を収めた。またそうした音楽的伝統の元に生まれたハウス音楽の発祥としても知られている。シカゴにあった「ウェアハウス」というアフロ・アメリカンやゲイなどを主な客層としたクラブの名前が「ハウス」という言葉の起源であり、シカゴ・ハウスは後にニューヨークでなど爛熟したハウス・ミュージックの原形ともされ、現在でもダンス音楽の世界ではシカゴを中心とするDJ達が重要な位置を占めている。現在ではシカゴ音響派と呼ばれるジャズ、ロック、ポップス、現代音楽が一緒になったようなそれまでにはない新しい音楽（ポストロックともいう）を追求する者も多くいる。また、ギャング文化に伴ったヒップホップのメッカともいわれており、近年ではトラップに影響を受けたトラックに乗せてシカゴの治安問題を暴力的な歌詞に乗せて歌う「ドリル・ミュージック」というジャンルが発生している。

### 博物館及びギャラリー
1998年、シカゴは3つの主要な博物館（フィールド自然史博物館、シェッド水族館、アドラー・プラネタリウム）に取り囲まれたレイクフロントパーク地域に、ミュージアム・キャンパスを公式に開設した。このミュージアム・キャンパスはグラント・パークの南部地区に設定された。グラントパークにはシカゴ美術館も所在している。
シカゴ地域の他の主要な博物館・ギャラリーは以下の通り。
- シカゴ・ウォーター・タワー（Chicago Water Tower）
- シカゴ現代美術館（Museum of Contemporary Art）
- シカゴ科学産業博物館（Museum of Science and Industry）
- オリエンタル・インスティテュート博物館（Oriental Institute）
- シカゴ歴史博物館（Chicago History Museum）
- デュセーブル・アフリカ・アメリカ史博物館（DuSable Museum of African American History）
- ペギー・ノートバート自然博物館（Peggy Notebaert Nature Museum）
- ポーランド博物館（Polish Museum of America）
- 放送通信博物館（Museum of Broadcast Communications）

### 公園
- リンカーン・パーク - ニューヨークのセントラル・パークを上回る広さがある。ミシガン湖の湖畔に沿った細長い公園である。動物園や運動施設などがあり市民の憩いの場となっている。
- グラント・パーク  - 中心業務地区に接している。シカゴで最も歴史の長い公園のひとつ。
- ミレニアム・パーク - ミレニアム駅（旧ランドルフ・ストリート駅）の真上に設けられた。名称の「ミレニアム」が示す通り当初の開園予定は2000年であったが、実際のオープンは工事の遅れにより2004年となった。銀色の金属製で豆の形をした「ザ・ビーン」の通称で知られるオブジェ「クラウド・ゲート」などのパブリックアート作品が設けられている。

### ピルゼン地区
シカゴのロウアー・ウェスト・サイド地区（en:Lower West Side, Chicago）は、チェコからの移民によって作られたコミュニティであり、シカゴ近辺の住民からはピルゼン地区（Pilsen）と通称される。ピルゼンとは、チェコの都市プルゼニの英語およびドイツ語名である。しかし1970年代以降、地区の主な住人はメキシコ系へと置き換わっていった。

## スポーツ

### プロスポーツ
北米4大プロスポーツリーグすべてを有する数少ない都市。さらにMLSやマイナーリーグなども構えている。
| チーム                   | 種別             | リーグ                | 競技場                               | 設立   | 優勝回数                                                               |
| ------------------------ | ---------------- | --------------------- | ------------------------------------ | ------ | ---------------------------------------------------------------------- |
| シカゴ・カブス           | 野球             | MLB: ナショナルリーグ | リグレー・フィールド                 | 1876年 | ワールドシリーズ優勝3回                                                |
| シカゴ・ホワイトソックス | 野球             | MLB: アメリカンリーグ | ギャランティード・レート・フィールド | 1900年 | ワールドシリーズ優勝3回                                                |
| シカゴ・ベアーズ         | フットボール     | NFL                   | ソルジャー・フィールド               | 1919年 | スーパーボウル優勝1回                                                  |
| シカゴ・ブラックホークス | アイスホッケー   | NHL                   | ユナイテッド・センター               | 1926年 | スタンレー・カップ優勝6回                                              |
| シカゴ・ブルズ           | バスケットボール | NBA                   | ユナイテッド・センター               | 1966年 | NBAファイナル優勝6回                                                   |
| シカゴ・ファイアーFC     | サッカー         | MLS                   | ソルジャー・フィールド               | 1997年 | MLSカップ優勝1回、USオープンカップ優勝4回、サポーターズシールド優勝1回 |

### その他
- 1904年夏季オリンピックの開催地に当初はシカゴが選ばれたが、同年に万国博覧会を開く予定のあったセントルイスに開催地が変更となった。
- シカゴは2016年夏季オリンピックの開催都市に立候補していた。

サンフランシスコ、シカゴ、ヒューストン、フィラデルフィア、ロサンゼルスの5都市の中から、2007年4月14日（アメリカ時間）にアメリカオリンピック委員会（USOC）によって最終国内候補都市に選定された。
- 1893年に開催された第1回世界選手権自転車競技大会の開催地である。
- 1977年より毎年シカゴマラソンが開催されている。

## 交通

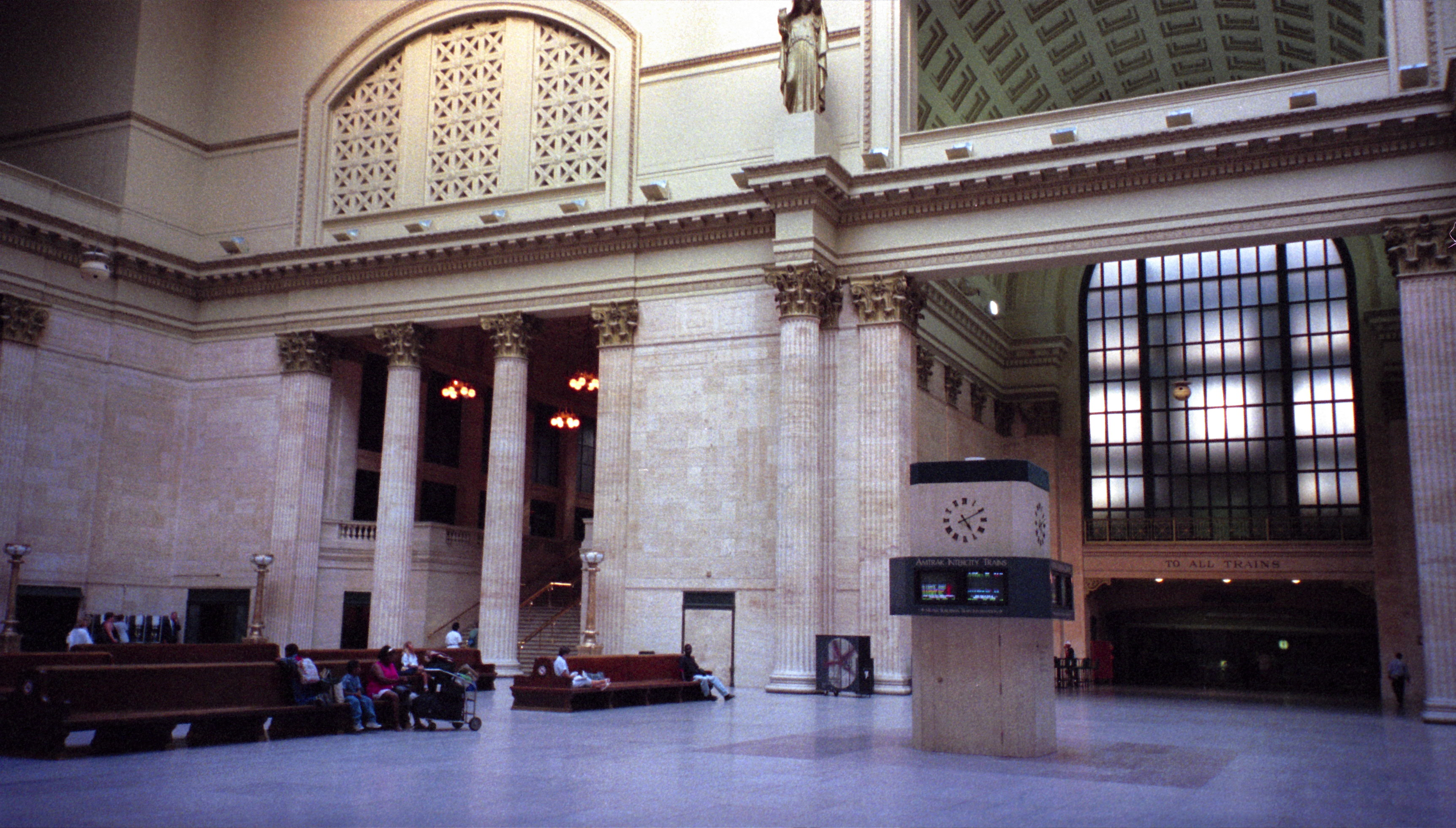
ユニオン駅 大待合室「グレート・ホール」

### 空港
- シカゴ・オヘア国際空港
- シカゴ・ミッドウェー国際空港

### 港
- シカゴ港

### 鉄道
一級鉄道の6社がシカゴに乗り入れる。
- アムトラック
- シカゴ・L（CTA - シカゴ交通局）
  - ループ (シカゴ交通局)
- メトラ（Metra）
- サウスショアー線

#### ターミナル駅
- ユニオン駅
- オギルビー・トランスポーテーション・センター（ノースウェスタン駅）
- ラサール・ストリート駅
- ミレニアム駅（ランドルフ・ストリート駅）

## 友好姉妹都市
全米国際姉妹都市協会（Sister Cities International）加盟都市。
- 大阪市（日本）
- トロント（カナダ）
- バーミンガム（イギリス）
- パリ（フランス）
- モスクワ（ロシア)
- ヨーテボリ (スウェーデン)
- デリー（インド）
- 上海市・瀋陽市（中国）
- ミラノ（イタリア）
- ハンブルク（ドイツ）
- ワルシャワ（ポーランド）
- メキシコシティ（メキシコ）
- アクラ（ガーナ）
- アテネ（ギリシャ）
- カサブランカ（モロッコ）
- ベオグラード（セルビア）
- ダーバン（南アフリカ共和国）
- アンマン（ヨルダン）
- ボゴタ（コロンビア）
- ゴールウェイ（アイルランド）
- キーウ（ウクライナ）
- ラホール（パキスタン）
- ペタフ・ティクヴァ（イスラエル）
- プラハ（チェコ）
- ヴィリニュス（リトアニア）

## 関係者
出身者
- キム・ノヴァク（女優）

居住その他ゆかりある人物

## シカゴを舞台にした映画・ドラマ・漫画・舞台・ゲーム

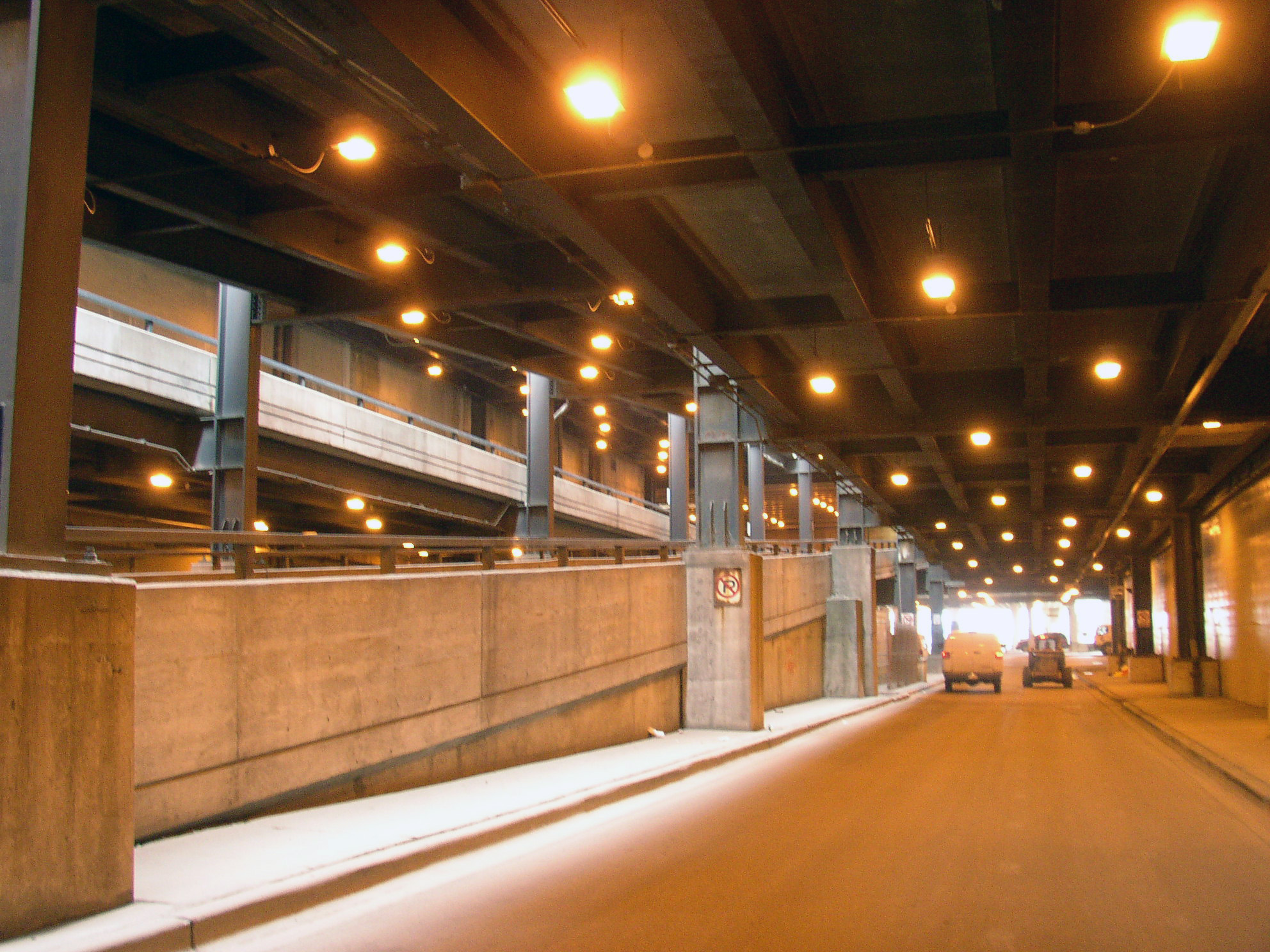
複数階層の道路

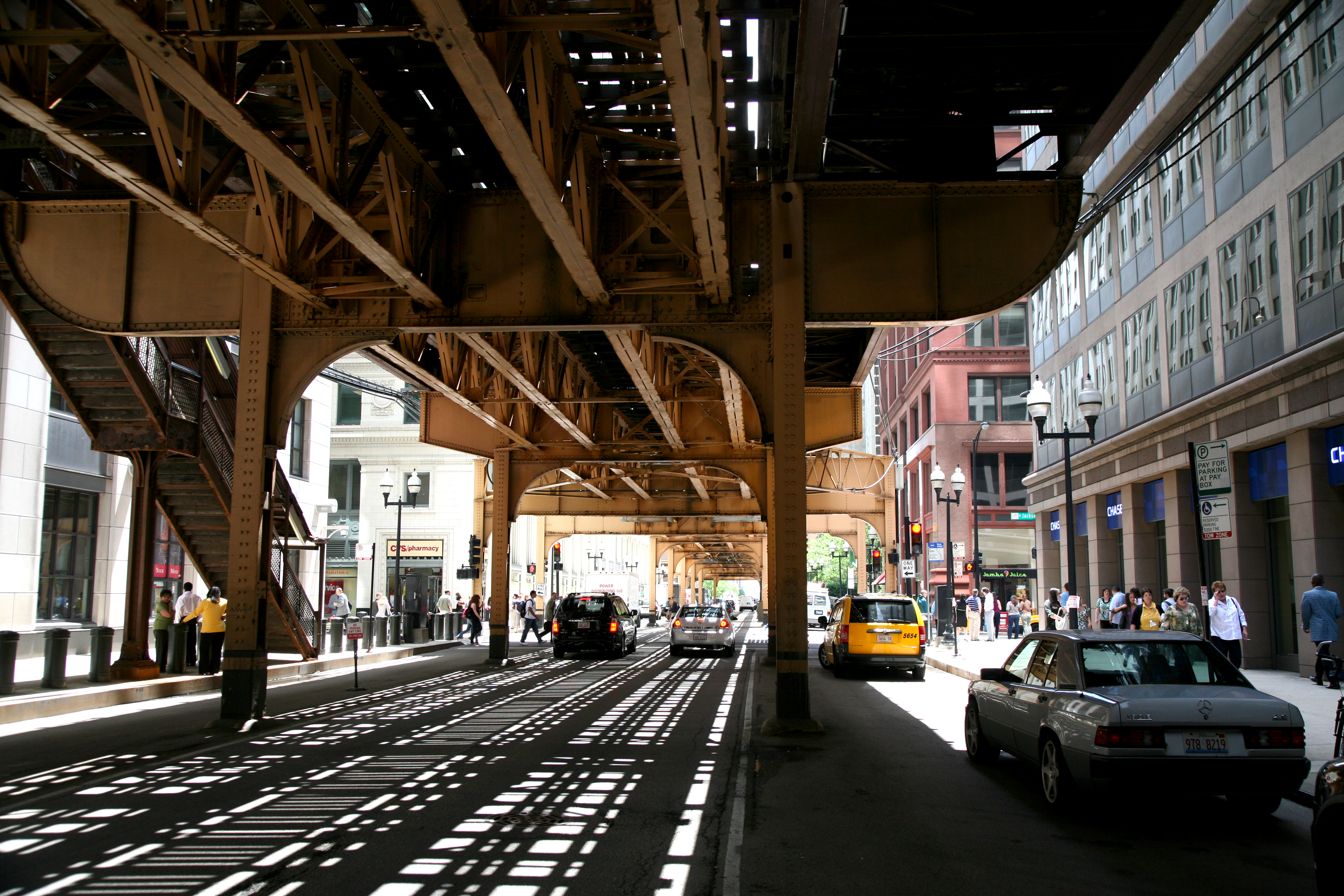
高架線路

シカゴは多くの映画やドラマの舞台となっており、シカゴ内のある高層ホテルでは様々な映画やドラマを10回以上も撮影していることで知られている。
- あなたが寝てる間に…（1995）
- アンタッチャブル（1987）
- ER緊急救命室
- イルマーレ（2006）※アメリカリメイク版 - キアヌ・リーブス、サンドラ・ブロック主演
- ウォッチドッグス（2014）
- ガンスミスキャッツ
- The Good Wife（2009）
- 刑事ニコ/法の死角（1988）
- 交渉人（1998）
- ザ・パッケージ/暴かれた陰謀（1989）
- サイレントスコープ（1999）
- シカゴ（2002）※ブロードウェイの振付師・演出家ボブ・フォッシーによるミュージカル『シカゴ』の映画化。監督ロブ・マーシャル。第75回アカデミー賞作品賞受賞。
- シカゴ・ファイヤー(2012-)
- Chicago P.D.(2014-)
- Chicago Med(2015-)
- シカゴ・ホープ
- 死の標的（1990）
- ジャック・アンド・ベティ物語（1992）※TBS系列で放映されたTVドラマ
- Shall We Dance?（2004）※アメリカリメイク版 - リチャード・ギア主演
- 真実の行方（1996）
- スティング
- ストリート・オブ・ファイヤー（1984）
- ダークナイト（2008）
- 宝塚歌劇団花組公演「SPEAKEASY」
- チェーン・リアクション（1996）
- 追跡者（1998）
- デス・ウィッシュ（2018）
- 逃亡者（1993）
- トランスフォーマー/ダークサイド・ムーン
- ニード・フォー・スピード ザ・ラン（2011）
- バックドラフト（1991）
- プリズン・ブレイク
- ブルース・ブラザース（1980）
- ベビーシッター・アドベンチャー（1987）
- ヒルストリート・ブルース（1981～1987）
- ホームアローンシリーズ
- マイ・ボディガード（1980）※デンゼル・ワシントンが主演した作品とは無関係
- ミッション: 8ミニッツ（2011）
- 野獣捜査線（1985）
- レッドブル（1988）
- レリック（1997）
- バットマン ビギンズ（2005)
- 囚われた国家（2019）